# Falconsat 3
Falconsat 3 foi um satélite artificial estadunidense lançado em 9 de março de 2007 por um foguete Atlas V a partir da Estação da Força Aérea de Cabo Canaveral.

## Características
O Falconsat 3 foi um satélite pertencente ao programa Falcon da Força Aérea dos Estados Unidos de microssatélites para aplicações e testes de tecnologia. A sua missão era testar um sistema de estabilização do satélite em três eixos, além de levar três experimentos adicionais a bordo. Sua massa era de 50 kg e foi injetado em uma órbita inicial de 570 km de apogeu e 561 km de perigeu, com uma inclinação orbital de 35,4 graus e um período de 95,9 minutos.

## Instrumentos
Os três experimentos a bordo do Falconsat 3 eram:
- Flat Plasma Spectrometer (flap): analisador eletrostático para medir o espectro de íons.
- Plasma Local Anomalous Noise Environment (plano): analisador de potencial retardado capaz de distinguir entre a turbulência ambiente da induzida pelo satélite.
- Micro-Propulsion Attitude Control System (MPACS): um sistema de propulsão em miniatura que consiste em um conjunto de propulsores de plasma alimentados por teflon usados para estabilizar o satélite.